# Gondwana (Indien)
Gondwana (dravidisch Land der Gond) ist eine historische Landschaft in Zentralindien. Sie ist benannt nach den Gond, einem Volk, das hier lebt.

## Geografie

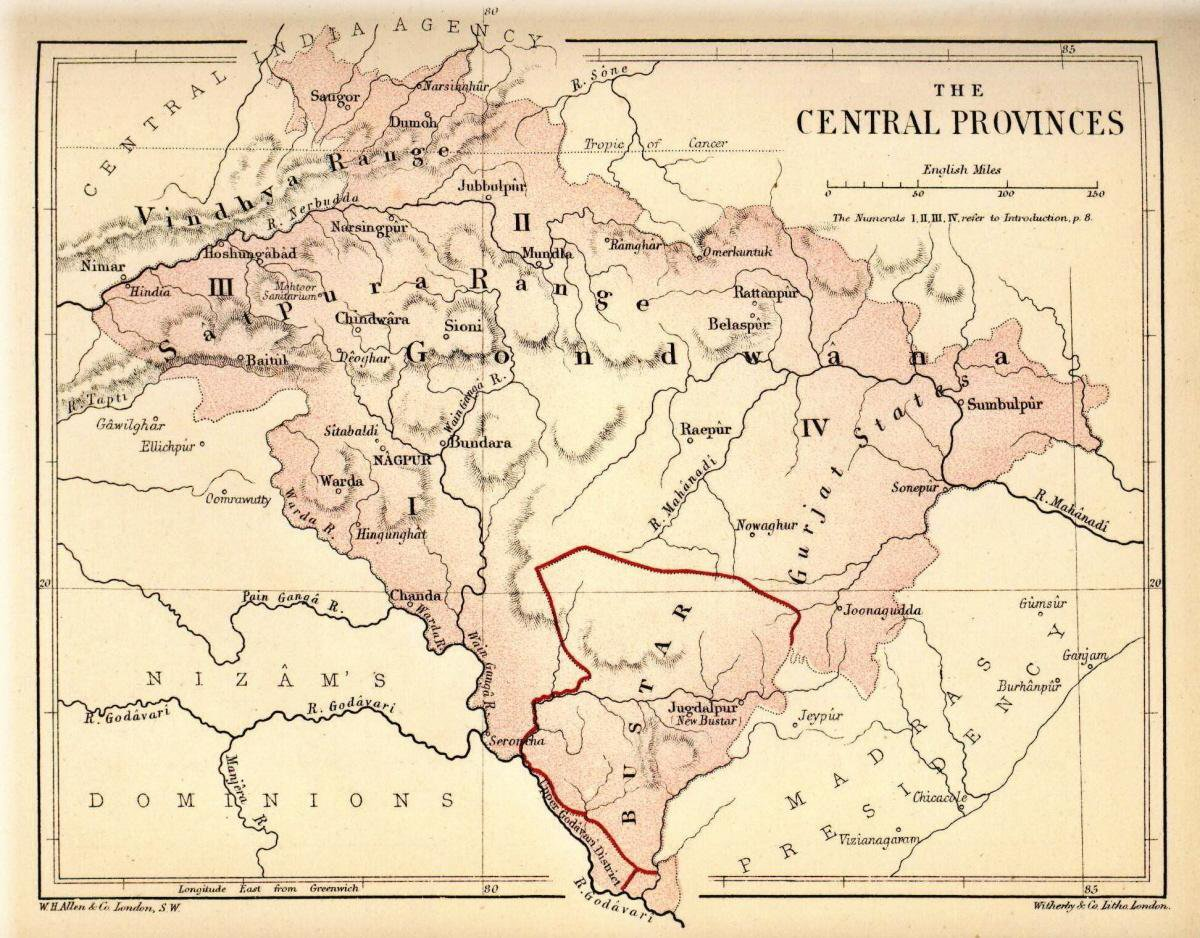
Gondwana auf einer Karte der britischen Central Provinces (1880)

Das Kerngebiet des historischen Gondwana lag südlich des Ganges und umfasste die östliche Region Vidarbha des heutigen Bundesstaats Maharashtra, die nördlich angrenzenden Gebiete von Madhya Pradesh und den westlichen Teil von Chhattisgarh. Zu Gondwana im weiteren Sinne gehörten auch Teile des nördlichen Andhra Pradesh und des westlichen Orissa.
Das raue und bergige Gebiet ist Teil des nördlichen Dekkans und hat eine durchschnittliche Höhe von 600 bis 700 Metern. Geologisch gesehen besteht die Fläche – mit Ausnahme weniger aus dem Perm und der Trias stammender Teile – hauptsächlich aus präkambrischem Gestein. Ein Teil davon ist von alluvialen Sedimenten überlagert, im Westen zusätzlich mit magmatischem Basalt des Dekkan-Trapps. Erstmals wurden auf dem Gebiet des heutigen Bundesstaates Orissa einige der frühesten Felsformationen des Urkontinents Gondwana untersucht. Daraus resultiert der Namensvorschlag Gondwana für den ehemaligen Großkontinent der Südhalbkugel durch den Geologen Eduard Suess.
Das Klima ist heiß und semiarid. Die natürliche Vegetation besteht aus trockenen Monsunwäldern und Sträuchern, große Gebiete sind von Wald bedeckt und beherbergen mehrere Nationalparks, wo Populationen von Königstigern leben.

## Geschichte
Das Gebiet wurde vom 14. bis zum 18. Jh. von Dynastien der Gond beherrscht, die auch während des Mogulreiches unabhängig waren. Im 18. Jh. eroberten die Marathen Gondwana, und viele Gond flohen ins Gebirge. Zwischen 1818 und 1853 wurden große Teile Gondwanas dem britischen Kolonialreich eingegliedert, bis zur indischen Unabhängigkeit 1947 regierten jedoch noch einige Rajas der Gond.
Noch heute lebt im Gebiet des historischen Gondwana ein hoher Anteil von Indiens Ureinwohnern (Adivasi), zu ihnen gehören auch die Gond. Stämme, die von der indischen Regierung als wirtschaftlich und sozial benachteiligt angesehen werden, bilden die Bevölkerungsmehrheit in vielen Bezirken. Gegenwärtig treten vereinzelt gegen die herrschenden Strukturen gerichtete örtliche politische Bewegungen auf, so wurde 1991 in Madhya Pradesh die Partei Gondwana Ganatantra Party gegründet.